# Autosomal-rezessives Hyper-IgE-Syndrom
Das autosomal-rezessive Hyper-IgE-Syndrom ist ein sehr seltener primärer Immundefekt mit klinischer Ähnlichkeit mit dem autosomal-dominanten HIES-Syndrom (Hiob-Syndrom), aber mit zusätzlichen hartnäckigen Virusinfektionen der Haut.
Synonyme sind: Autosomal-rezessives HIES; Hyperimmunglobulinämie-E-Syndrom Typ 2

## Verbreitung
Die Häufigkeit wird mit unter 1 zu 1.000.000 angegeben, die Vererbung erfolgt autosomal-rezessiv, gehäuft bei Blutsverwandtschaft. Bislang wurde über 130 Familien berichtet.

## Ursache
Häufig finden sich homozygote Mutationen im DOCK8-Gen auf Chromosom 9 am Genort p24.3.

## Klinische Erscheinungen
Es finden sich eine extreme Hypereosinophilie, häufige ausgedehnte und langanhaltende Virusinfekte.
Zusätzlich können Beteiligungen des Gehirns, Autoimmunerkrankungen und Gefäßerkrankungen vorkommen.
Bei über der Hälfte der Betroffenen finden sich schwere Allergien, in 30 % Asthma. Es besteht ein erhöhtes Risiko für Malignome.

## Differentialdiagnose
Abzugrenzen sind das Hiob-Syndrom und andere Krankheiten mit erhöhtem Serum-IgE, wie Wiskott-Aldrich-Syndrom, IPEX-Syndrom, Netherton-Syndrom, schwere kombinierte Immundefizienz und HIV-Infektion.

## Therapie
Die Behandlung besteht in der Verhütung und Versorgung von Infektionen.
Die Erkrankung kann durch Transplantation von hämatopoetischen Stammzellen geheilt werden.

## Heilungsaussicht
Sepsis, Infektionen des Zentralnervensystems und früh auftretende Malignome führen zu einer frühen Sterblichkeit.